# Либис 17
Либис 17 је двоседа школска једрилица за напредну обуку једриличара, мешовита конструкција од челика, дрвета, пластике и тканина. Главни конструктор је био инж. Јоже Прхавец а производила се у Југославији 1960.-тих година у фабрици Летов у Љубљани.

## Пројектовање и развој
ЛИБИС (Леталски институт "Бранко Иваниш" Словенија), из Љубљане је 1961. године произвео једрилицу која је добила назив ЛИБИС 17. Једрилицу је пројектовала инжењерска група којом је руководио инж. Јозо Прхавец. Једрилица је била двоседа са седиштима у тандем распореду (једно иза другог) а носећа структура већ према препоруци Ваздухопловног Савеза Југославије је била металне конструкције. Једрилица је након фабричког тестирања предата ВОЦ-у на завршно опитовање пре него што је дабијена дозвола за серијску производњу.

### Технички опис
Самоносеће крило је постављено на горњу ивицу трупа па је тако добијена летелица висококрилни моноплан. 
Труп једрилице Либис 17 је направљен од заварене челичне решеткасте конструкције која је обложена импрегнираним платном. Облик трупа је елипсаст и попречни пресек му се смањује према репу. У кљуну једрилице је смештена пилотска кабина са два пилотска седишта смештена један иза другог (тандем распоред). Једрилица је опремљена дуплим командама са истоветним инструмент таблама на којима се налазе основни пилотски и навигациони инструменти. Поклопац кабине је једноделни, и отвара се унапред. Направљен је од плекси стакла. Опремљен је механизмом за лако одбацивање у случају ванредне опасности.
Крило је равно, трапезоидног облика са заобљеним крајевима, имало је праву нападну ивицу. Крило је било дрвене конструкције пресвучено стаклопластиком и опремљено аеродинамичким кочницама а аеропрофил је NACA 633618.
Стајни трап једрилице се састоји од фиксног гуменог точка са добош кочницом, који се налази испод кабине пилота и еластичне дрљаче на репу једрилице. Код серијске производње, поред овога уграђен му је и један фиксни гумени точак испод самог кљуна једрилице који је знатно олакшао слетање.

### Варијанте једрилица
- Либис 17 прототип - оригинални пројект
- Либис 17 серијски - модификована верзија са точком испод кљуна једрилице
- моторна једрилица Либис 17  - једрилици Либис 17 регистарски број YU-5076 је уграђен мотор са потисном елисом. Мотор је постављен на балдахин изнад крила.

## Карактеристике
Карактеристике наведене овде се односе на једрилицу Либис 17 а према изворима
| Финеса      | 1 : 27 при брзини 94 km/h |
| Перформансе | - максимална брзина 230 km/h - минимална брзина 59 km/h - оптимална брзина планирања 93,5 km/h - макс. брзина аеро вуче km/h - минимално пропадање 0,86 m/s при брзини 75 km/h |
| Димензије   | - размах крила 17,00m - дужина 7,64 m - висина 2,73 m - површина крила 22,10 m2 - аеропрофил крила NACA 633618 - макс. оптеречење крила; 25,74 kg/m2                           |
| Маса        | - сопствена 369 kg - полетна 569 kg - водени баланс; нема |

## Оперативно коришћење
У фабрици Летов из Љубљане од 1963. године је произведено 23 једрилице овог типа који су дистрибуирани по аеро клубовима широм Југославије. Увидом у регистар југословенских летелица 1970. године било је регистрованих 23 једрилице Либис-17.

## Сачувани примерци
Једрилица LIBIS 17 регистарски број YU-5069, Серијски № 319 се чува у Музеју ваздухопловства на аеродрому "Никола Тесла" у Београду. Аероклуб Постојна из Словеније поседује две такве летелице, које се налазе на депонији и чекају рестаурацију.

## Земље које су користиле ову једрилицу
- Југославија
- Србија
- Словенија